# 製パン
製パン（せいパン）とは、パンを製造すること、作ることである。パン類（クッキー類も含む）を焼くことを職業としている人物はベーカー（baker、パン焼き職人）、販売するためにパンを焼く場所・店舗をベーカリー（bakery、パン屋）という。

## 歴史
史上最初のパン焼き職人が生まれたのは、紀元前8000年のエジプトとされる。古代ローマの博物学者の大プリニウスの証言では、専門のパン職人は紀元前約170年頃に現れたとされる。ローマ帝国トラヤヌス帝の下に専門職が組織化され、食物の管理供給を司るPrefetto dell'annonaによって研究会が立ち上げられた。

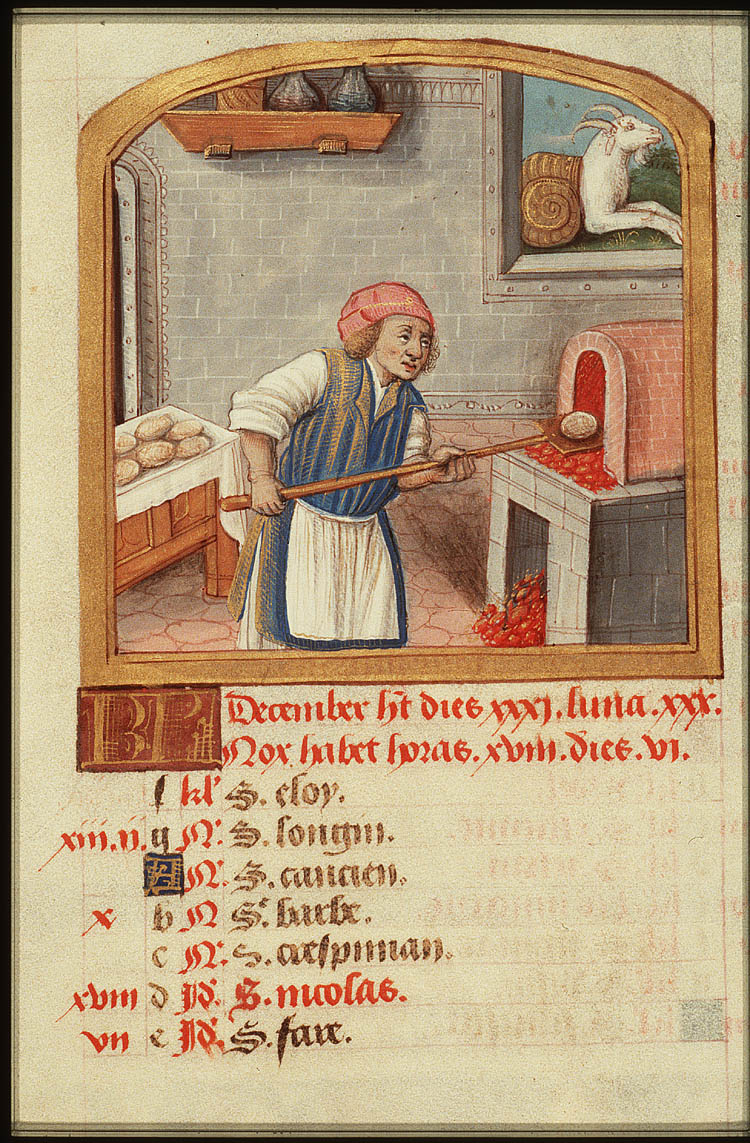
中世の製パン

中世になると、各家主は贔屓とするパン焼き職人（実際には公共の窯）を持つのが一般的で、主婦はパン生地を提供して製造を依頼した。
時が経つにつれて、パン職人は独自の製品を開発販売するようになった。その中で、数々の不正が登場した。例としては、厨房に隠し扉が設置され、中で弟子や小さな子供が提供された生地から一部を盗み、盗んだ生地を商品として販売するなどが行われた。この不正事件では、1266年にイギリスで『パンとビールの基準法』が公布され、厳しく取り締まるようになった。刑を恐れた販売業者は、1ダース購入した客に1個追加することにした。この故事から、パン屋の1ダースは13個となった。
19世紀においては、パンは白色であるのが良いとされた事から、「石灰、チョーク、ミョウバン等」が混入され、「焼いた骨」が混入されたとの噂も飛び交い、次第にそれら混入物による健康被害が指摘されることとなった。その事から、それらの検出方法も同時発達することとなった。

## 一般家庭でのパンづくり
家庭のパン焼きの歴史

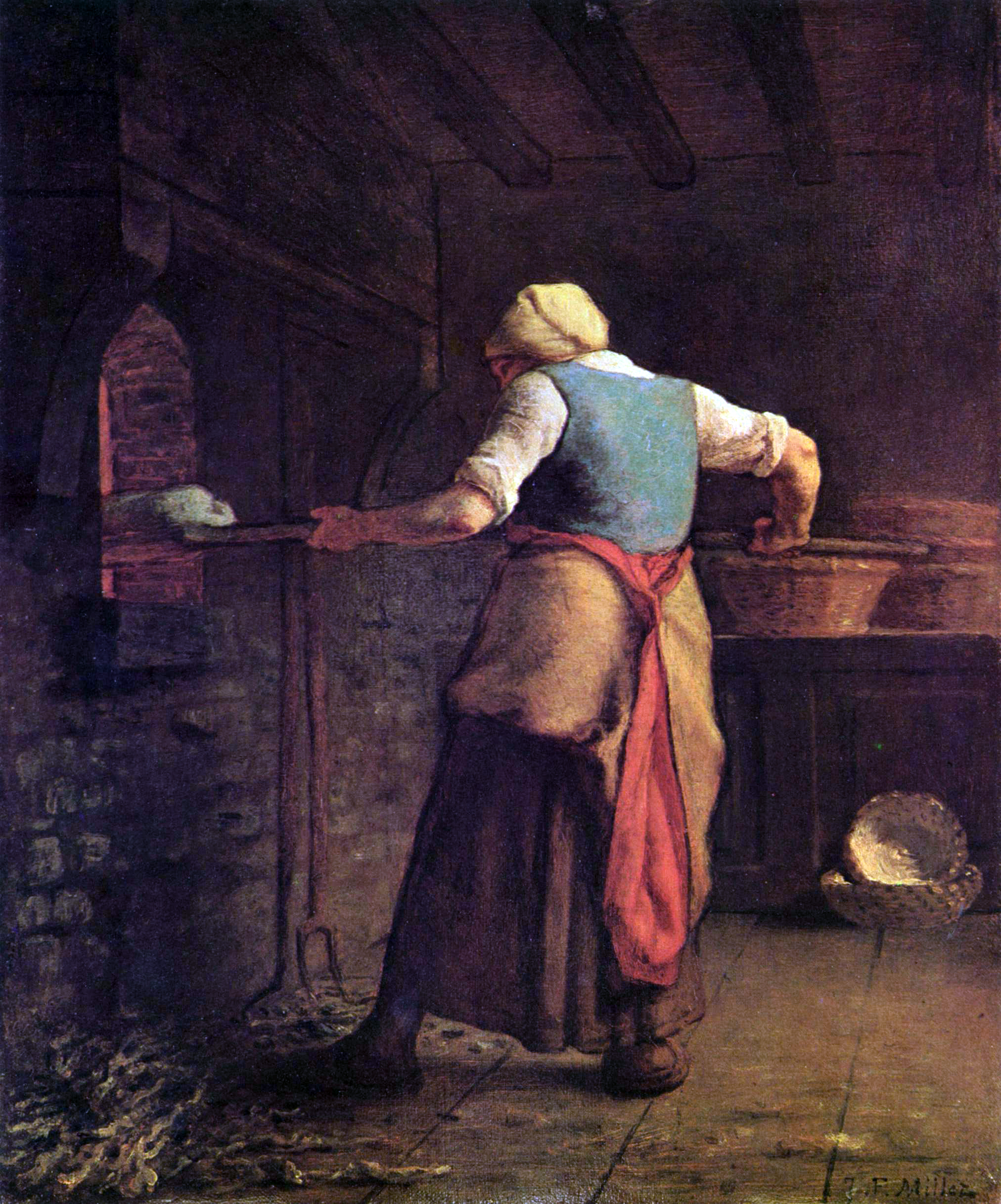
『パンを焼く女』（ジャン＝フランソワ・ミレー画、1854年）。

18世紀や19世紀のヨーロッパのオーブン（釜）の多くは建物と一体の大きなもので、建造費が高かったので地区内の比較的裕福な家が職人に作らせて所有した。近隣住民は生地を持参して利用し、対価として薪を持参したり少額の利用料を払うなどした。
コミュニティ共用オーブンを設置している地域では、そこに薪を持ち寄り生地を持参しパンを焼くということも行われた。
20世紀にガスが供給されるようになった先進国の家庭ではキッチンの調理台下にガスオーブンを設置することが一般的になり、各家庭でパンやクッキーやケーキを焼くこともできるようになった。だがパンの本場とされるフランスやドイツでも毎朝散歩がてら近所のパン屋にパンを買いにゆくのが一般的であり、フランスでは今でも家庭で消費されるパンの70%ほどはプロの職人が焼いたパンである（統計データについては後述）。
日本では1980年代にホームベーカリーが販売され一時期ブームになり類似の機械が世界で販売されるようになった。だが、これを購入した家庭の割合は少ない。
趣味としてのパン作りは世界中に愛好家がおり、テレビ番組（マーサ・スチュワートの料理教室番組など）でパンの作り方を頻繁に教えたり、カルチャーセンター等でもパン作り講座が多く開講されている。

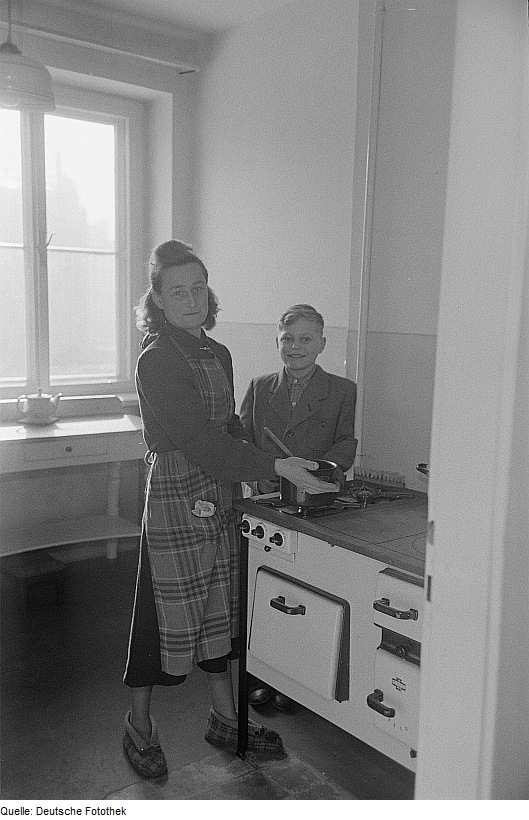
家庭に普及し始めたガスオーブン（1952年）。
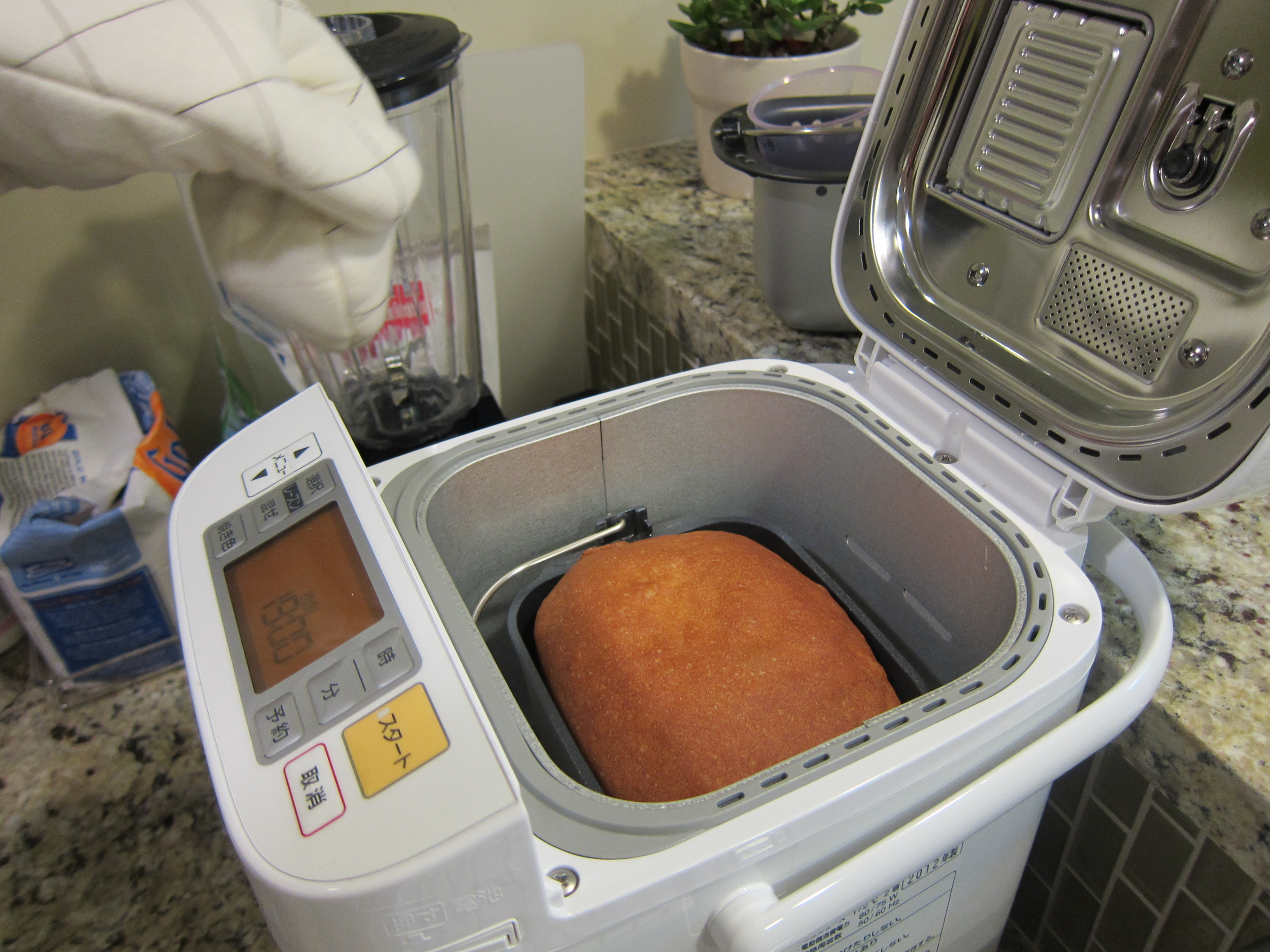
ホームベーカリー
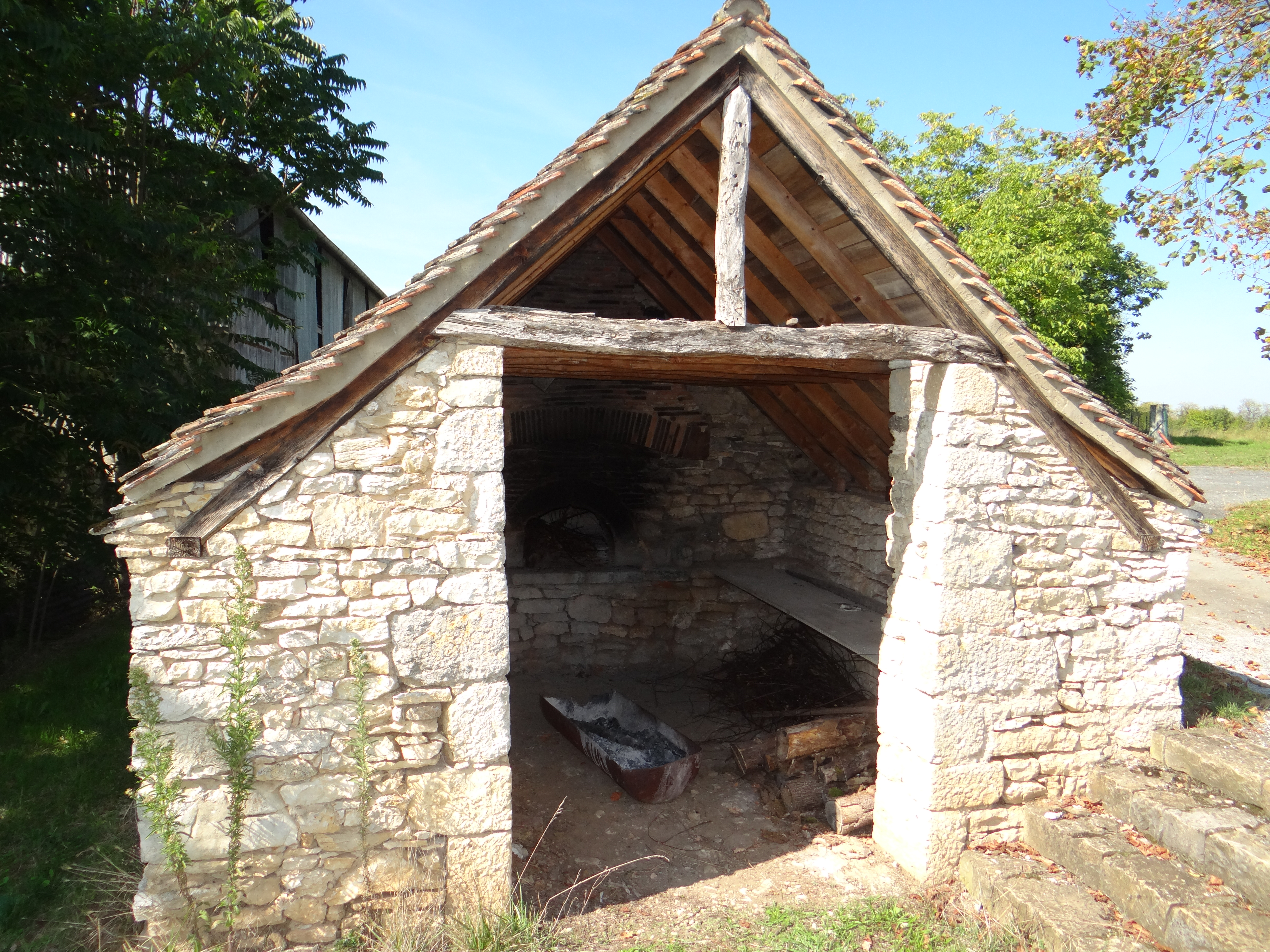
コミュニティー共用オーブンの例
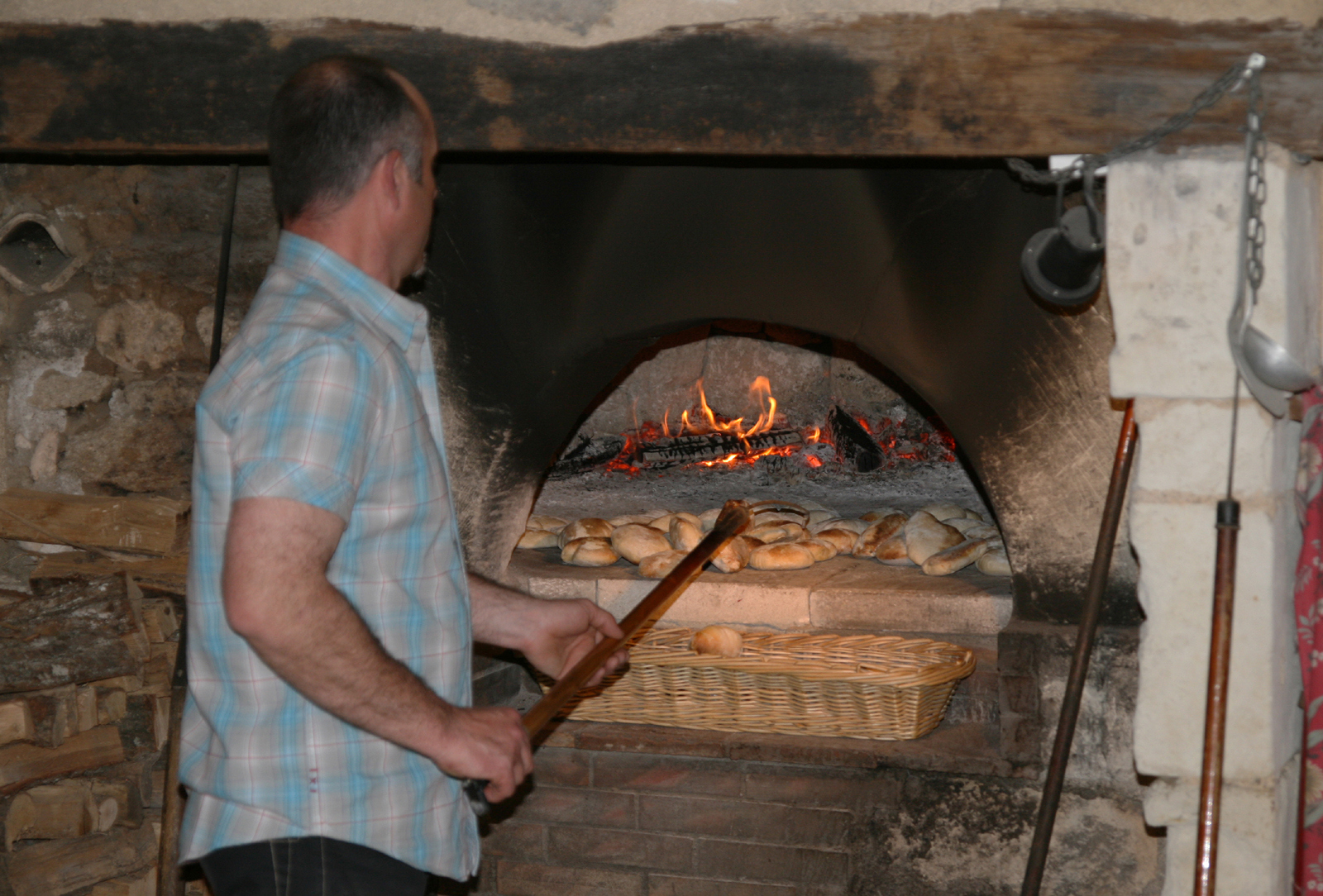
薪オーブンでのパン焼き（現代）

## 職人による製パン
|                                 | 日本  | 米国   | イギリス | フランス | ドイツ |
| ------------------------------- | ----- | ------ | -------- | -------- | ------ |
| 職人によるパン（単位：%）       | 19.9  | 17.3   | 16.9     | 61.4     | 62.1   |
| 工場生産パン（単位：%）         | 72.6  | 70.8   | 80.2     | 27.9     | 32.2   |
| インストア生産のパン（単位：%） | 7.5   | 11.9   | 2.9      | 10.7     | 5.7    |
| 市場金額規模（x100万ドル）      | 5,216 | 13,591 | 3,623    | 6,916    | 16,159 |
| 生産量（x1,000トン）            | 1,458 | 8,353  | 2,119    | 3,380    | 6,232  |
| 金額/量（ドル/kg）              | 3.6   | 1.6    | 1.7      | 2.0      | 2.6    |

ベーカリーは大きく分類して、単店舗とチェーン店がある。

### 単店舗
粉から生地をつくり発酵させ、店舗で焼く。店舗ごとの個性を出せる、というメリットがある。

### チェーン店
チェーン店においては、分業をどのように行っているかにより、以下の分類ができる。
- スクラッチ方式

各店舗で粉から生地をつくり発酵させ、店舗で焼く方式。本来のパン作りの方式である。パンを焼くオーブンのほか、生地を練りこむミキサーも備え、ある程度の規模の厨房設備が必要となる。スクラッチ方式のみで製パンを行うことを「オールスクラッチ製法」などと呼ぶこともある。
小規模のチェーンでオールスクラッチ製法を実現しているところは数多いが、全国展開しているチェーンの一部にもある。
- ベークオフ方式

大手パンメーカーがあらかじめ工場で多品種の業務用冷凍生地を生産し、それを小ロットで店舗に配送し、店舗側では簡易的成形～二次発酵～焼成のみを行う方式。
単店舗と異なってチェーン系の店舗では、各店舗の品質を同レベルに揃えることも求められるため、工場で生地を大量に生産して各店舗に配ることで同一品質の実現が容易となる。大量生産でグループ全体での製造コストの低減ができるというメリットや、小店舗でも数十種のパンを品揃えできるというメリットもある。
スーパーマーケットのインストアベーカリー、道の駅や高速道のサービスエリアなど、狭いスペースでも多種類のパンを並べた焼きたてパン店が設置できる。そのため日本の全国チェーンではベークオフ方式が主流になりつつある。企業の垣根を超えて冷凍生地を相互に提供しているケースも多数存在する。
またチェーンによっては、ベークオフ方式とスクラッチ方式を併用して部分部分で使い分けているところもある。
さらに「pbd製法」というものがあり、これはは仕込み、成型、発酵まで完了したものを急速冷凍して店舗に運ぶものである。

## 日本
日本の製パン業界の規模は2005年1月から12月までのパン用小麦粉使用量が123万1513トンであり、内訳は食パンが60万1552トン、菓子パン37万1629トン、その他のパン22万3345トン、学校給食用3万4987トンとなっている。
日本全国でのパン屋の数は、2012年の統計データによると、10,060軒である。「人口10万人あたりの数」としては全国平均で7.89軒。人口あたりのパン屋の数を県別に見てみると、1位は愛媛県で、13.22軒/10万人。2位は京都府で、10.67軒/10万人。2位の京都府は「パン消費量日本一」の自治体であり、パンの消費が非常に多い地域である。
食品小売業における分類としては生鮮食料品に次いで賞味期限の短い「日配品」として位置づけられることが多い。
大手メーカーのナショナルブランドによるもののほか、パンの特徴として「焼きたての香りや柔らかさ」や「様々な味覚の惣菜パン」も好まれるために、ベーカリーチェーンや中小製造業者、街角の「パン屋さん」に至るまで様々な規模・業態の製造業者が共存していることも製パン業界の特徴である。
大型工場での大量生産では、これに適した品質の安定性と、加工性、流通に適した保存性の向上のために、一般家庭や製造直売のベーカリーでは用いない食品添加物を用いる場合が多い。例えば、パン生地の伸びを改善する目的の生地改良剤として臭素酸カリウムがあるが、発癌性が指摘され使用されていない。また、多くの菌種を同時に含む自家培養酵母種の使用は、発酵が安定しないので、大量生産には向かず、単一の菌を培養したイーストが用いられる。
日本の製パン業界の団体としては大手メーカーが加盟する社団法人日本パン工業会、中小メーカーが加盟する全日本パン協同組合連合会がある。
- 日本パン技術研究所

## 国別

### フランス
フランスはパンの本場のひとつである。フランスではパン店はboulangerie（ブーランジュリー）と言う。なお、フランスではケーキ店はpâtisserie（パティスリー）と呼び分けるため、パンとケーキの両方を取り扱う店舗は「boulangerie - pâtisserie」などと併記する。
フランス国立ブーランジェリー-パティスリー研究所の2004年の調査では、フランスには34,200軒のパン屋が存在し、その生産量はパン総生産の70%を占める。また、現在スーパーマーケットで、ベーカリー事業の進出が行われており、パン販売市場シェアは12%に増加している。
1998年5月25日から、décret pain( パン法令）が施行され、原料を厳選し、生地を練り、発酵させ、焼成したパンを提供できなければ boulanger ブーランジェ （＝パン職人）、 boulangerie （パン屋）と名乗ることができない。

冷凍生地から焼いている店舗では、これらの名称を使うことは出来ないため、 dépôt de pain(s) もしくは pain(s) という用語を使用しなければならない。

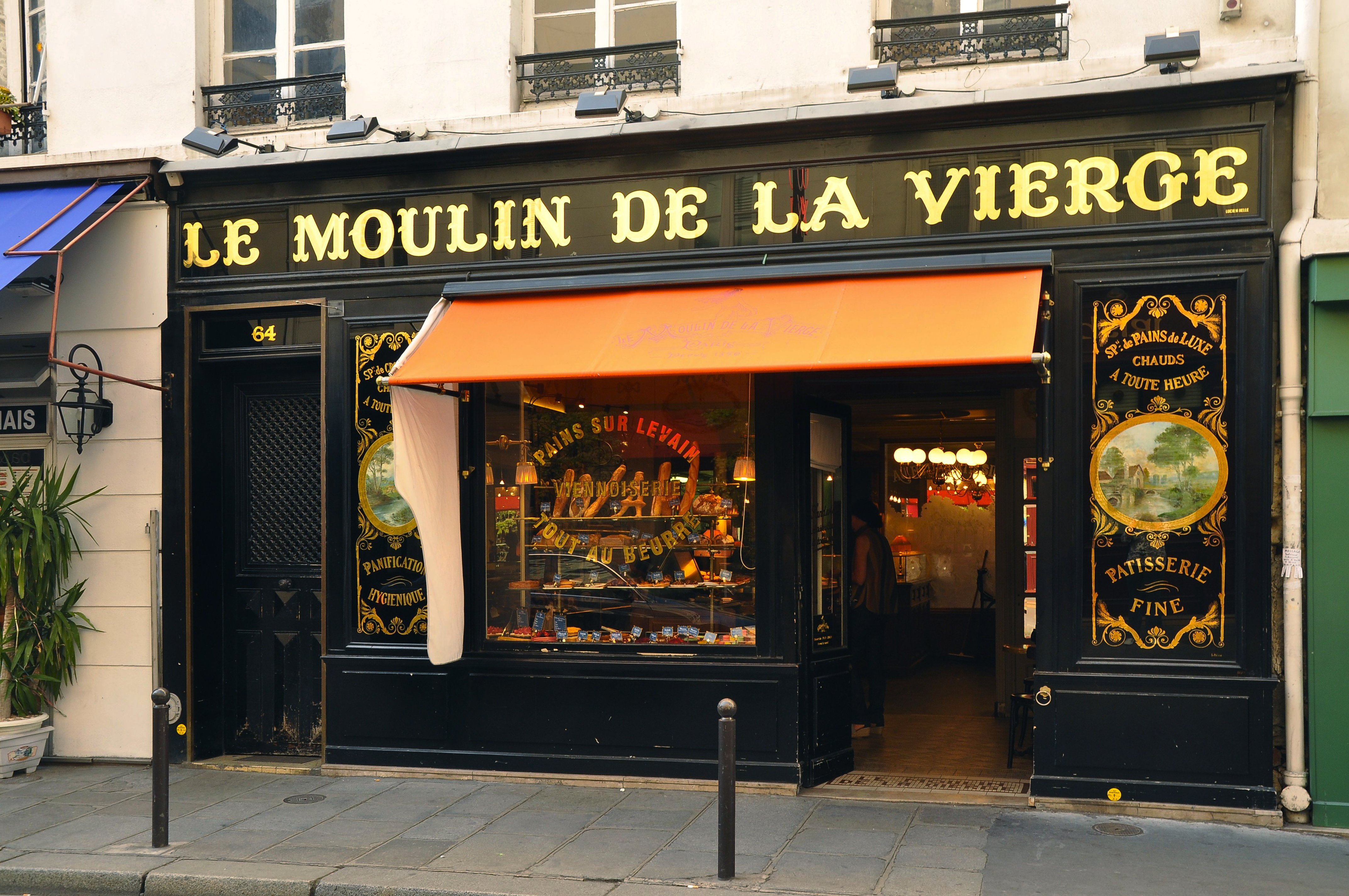
パリの7区にあるブーランジュリー（パン店）
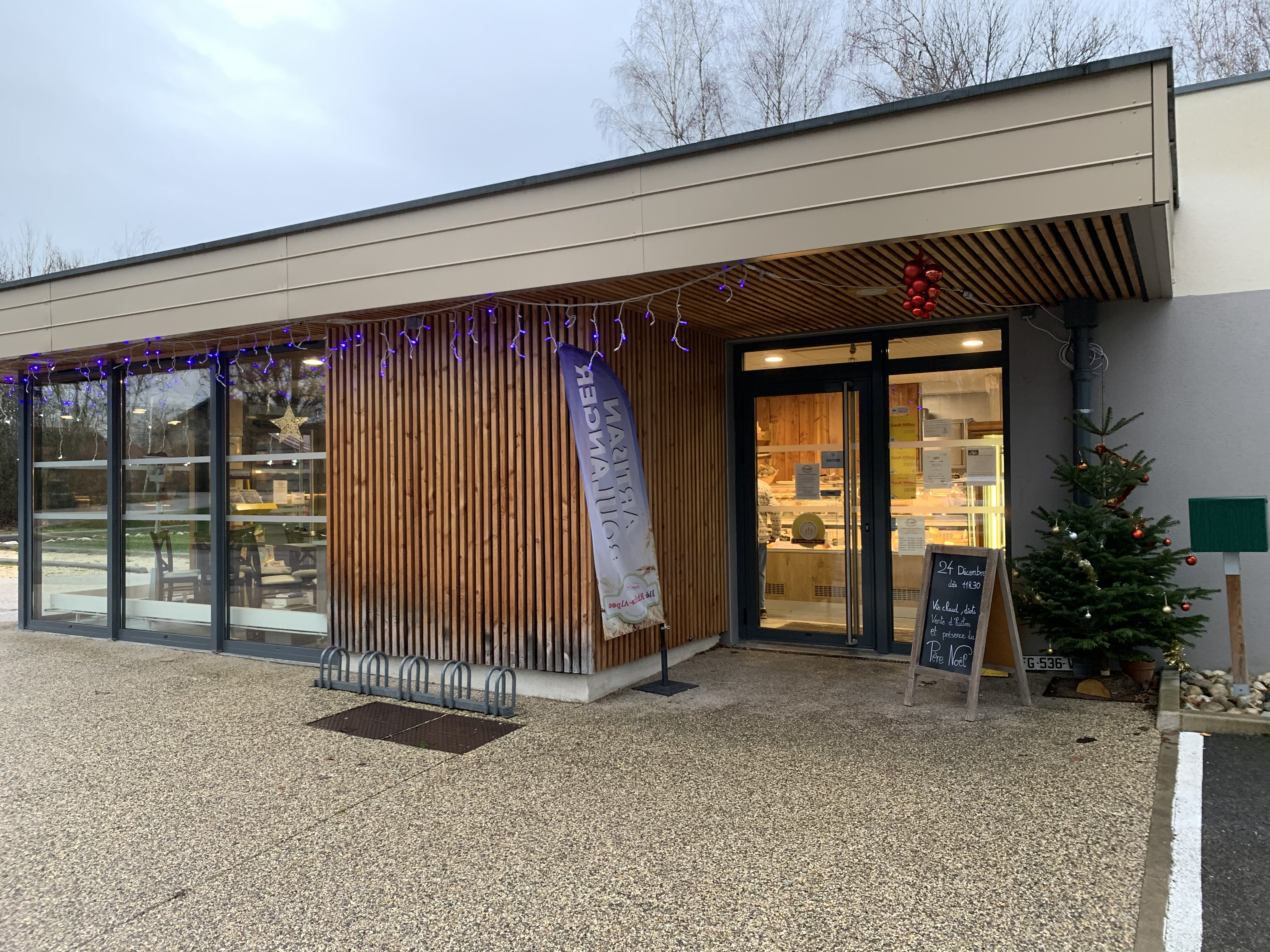
フランスのチェーン店の例
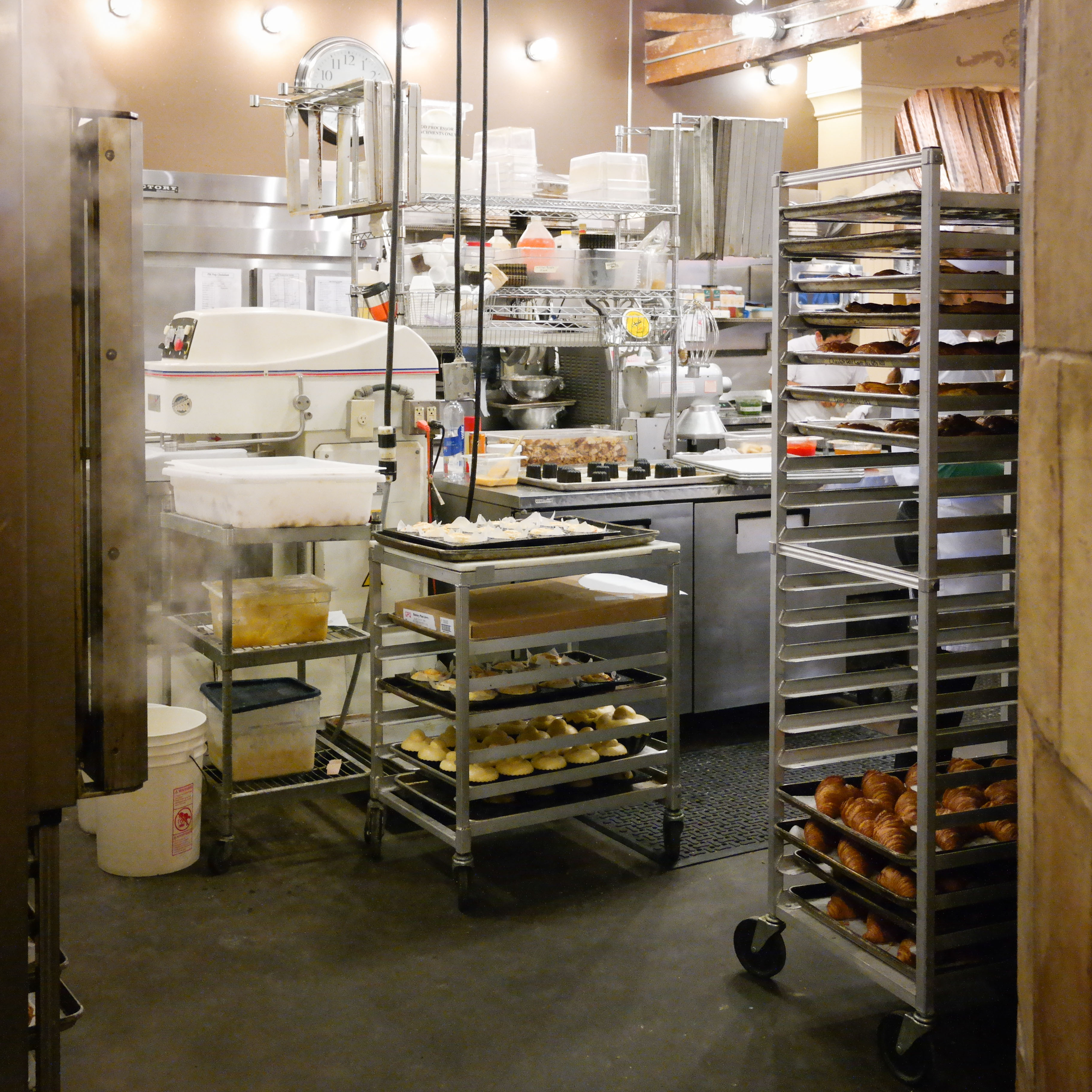
厨房の例

### 米国
米国の製パン業界の団体としては米国製パン協会がある。

## 教育・資格
フランス
製パンの国家資格として、以下が存在する。
- 資格レベルIII - Boulanger (BM)
- 資格レベルIV - 職業バカロレア（boulangerie Bac）
- 資格レベルV - 職業適性証（CAP）：ブーランジェリー スペシャリゼ

日本人でもスタージュ（研修）と呼ばれる弟子入りで、フランスでパン職人の技術を学ぶことが可能である。
ドイツ
パンの本場のひとつドイツでは
国家資格として、ゲゼレ（職人）と、その上の資格マイスター（親方）が存在する。資格取得にはデュアルシステムという、職業高等学校に通いながら、企業で実習を積む教育システムを採用している。
日本人向けパン職人育成留学が行われている。
日本
国家資格としては、職業訓練指導員 (パン・菓子科)、パン製造技能士が存在する。（なお日本では、いわゆる「街のパン屋」をするためには左記の国家資格は一切必要無い。）
民間の試験としてはパンシェルジュ検定が実施されている。（能力認定試験であり、合格しても独占業務などは発生しない。）

## 大会、イベント
- クープ・デュ・モンド・ド・ラ・ブーランジュリー
- Mondial du pain（モンディアル・デュ・パン）
- ibaカップ
- 国際技能競技大会
- 国際製パン･製菓機材総合見本市
- モバックショウ
- ベーカリー・ジャパンカップ
- International Competition for Young Bakers

## 国際法
1925年、国際労働機関の第7回総会でILO第20条「パン焼工場に於ける夜業に関する条約」(Night Work (Bakeries) Convention, 1925)が採択され、1928年に発効となった。これは夜11時から朝5時までを含む7時間の間、パンなどを製造することを禁止する条約で、日本は未批准である。

## ギャラリー
- インド、ゴアのパン職人によるパンの発酵・成形作業（現代）
- ポーランドの農業博物館での伝統的なパン焼きの実演
- 米国海軍でのパンの成形作業。兵士・軍人のために大量のパンを製造する。